# Un mouton à l'entresol
Un mouton à l'entresol est une comédie en un acte d'Eugène Labiche, en collaboration avec Albéric Second, créée au théâtre du Palais-Royal à Paris le 30 avril 1875.
Elle a paru aux éditions Dentu.

## Distribution de la création
| Rôle                                        | Acteur     |
| ------------------------------------------- | ---------- |
| Eustache Falingard, domestique de Fougallas | Brasseur   |
| Fougallas                                   | Lhéritier  |
| Rampicot, chirurgien militaire              | Pellerin   |
| Emma Fougallas                              | G. Olivier |
| Marianne, femme de chambre de Mme Fougallas | Z. Reynold |